# Николай II (папа)
Вижте пояснителната страница за други личности с името Николай II.
Николай II (на латински: Nicolaus PP. II) (със светско име Жерар Шеврон, (на италиански: Gerard) (? – 27 юли 1061) - римски папа от 24 януари 1059 г. до 27 юли 1061 г. Когато е избран за папа, той бил епископ на Флоренция.